# Лейла Джавахішвілі
Лейла Джавахішвілі  (груз. ლელა ჯავახიშვილი; нар. 23 квітня 1984) — грузинська шахістка, міжнародний майстер (2005), гросмейстер серед жінок (2003).
У складі збірної Грузії переможниця командного чемпіонату світу 2015 року.
Її рейтинг станом на березень 2020 року — 2475 (18-те місце у світі, 2-ге — серед шахісток Грузії).

## Кар'єра
Неодноразово представляла Грузію на чемпіонатах світу і Європи серед дівчат, де завоювала 6 медалей: золото (1998 чемпіонат Європи до 14 років), 3 срібні (1996 Європи до 12, 1998 світу до 14 років, 2001 Європи до 20 років) і 2 бронзові (1999 світу до 18, 1999 Європи до 18). На початку двадцять першого століття є одним з лідерів грузинських шахів, двічі вигравши титули індивідуальної національної чемпіонки (2001, 2007).
Неодноразово представляла Грузію на командних змаганнях:
- Шахові олімпіади: 2004, 2006, 2008, 2010, 2012, 2014. В командному заліку: золото (2008) і бронза (2010), індивідуальна бронза (2006 на третій шахівниці)[2],
- Командні чемпіонати світу: 2007, 2009, 2011, 2013, 2015, 2017, 2019. Здобула золото (2015) і бронзу (2011, 2017, 2019) в командному заліку, а також срібло (2007 на другій, 2019 на третій шахівницях) і бронзу (2013 на третій шахівниці) в індивідуальному заліку.[3],
- Командні чемпіонати Європи: 2007, 2009, 2011, 2013, 2015, 2017. В командній першості: срібло (2009, 2017), бронза (2011, 2015); в індивідуальній: тричі золото (2009 на другій, 2013 на п'ятій, 2015 на третій шахівницях), срібло (2017 на четвертій шахівниці)[4].

Брала участь у семи чемпіонатах світу за нокаут-системою 2000, 2004, 2006, 2012, 2015, 2017 і 2018 (найкращий результат показала у Ханти-Мансійську 2012 та Сочі 2015 років — де досягала третього раунду).
Найбільші успіхи на міжнародних індивідуальних турнірах: 2-е місце Таррагона 2004 (після Ани Матнадзе), 1-е Шекі 2006 (перед Катериною Ковалевською), 3-є Баку 2007 (після Моніка Соцко і Антоанети Стефанової, перед Піа Крамлінг і Катериною Лагно).